# Olbia Calcio 1905 2016-2017
Questa voce raccoglie le informazioni riguardanti l'Olbia Calcio 1905 nelle competizioni ufficiali della stagione 2016-2017.

## Divise e sponsor
Il fornitore tecnico per la stagione 2016-2017 è Macron, mentre gli sponsor ufficiali sono Fluorsid e Gruppo Grendi.
La divisa di casa è costituita da un completo bianco con sfumature e dettagli neri. La divisa da trasferta è nera con sfumature e dettagli sia neri che azzurri. La terza divisa ricalca lo stile delle precedenti, ma è azzurra e con i pantaloncini neri.
| Casa | Trasferta | Terza divisa |

## Rosa
| N. |                   | Ruolo | Calciatore         |
| -- | ----------------- | ----- | ------------------ |
| 1  | Italia (bandiera) | P     | Gabriel Montaperto |
| 2  | Italia (bandiera) | D     | Simone Pinna       |
| 3  | Italia (bandiera) | D     | Matteo Cotali      |
| 4  | Italia (bandiera) | D     | Francesco Riehle   |
| 5  | Italia (bandiera) | D     | Paolo Dametto      |
| 6  | Italia (bandiera) | D     | Mirko Miceli       |
| 6  | Italia (bandiera) | D     | Luca Iotti         |
| 7  | Italia (bandiera) | C     | Andrea Cossu       |
| 8  | Italia (bandiera) | C     | Enrico Geroni      |
| 9  | Italia (bandiera) | A     | Alessandro Capello |
| 10 | Italia (bandiera) | A     | Daniele Ragatzu    |
| 11 | Italia (bandiera) | C     | Marco Piredda      |
| 12 | Italia (bandiera) | P     | Fabrizio Deiana    |
| 13 | Italia (bandiera) | C     | Alessio Murgia     |
| 14 | Italia (bandiera) | D     | Marco Russu        |

| N. |                           | Ruolo | Calciatore            |
| -- | ------------------------- | ----- | --------------------- |
| 15 | Italia (bandiera)         | D     | Francesco Pisano      |
| 16 | Italia (bandiera)         | C     | Antonio Auriemma      |
| 17 | Costa d'Avorio (bandiera) | A     | Daniel Zinon Kouko    |
| 18 | Italia (bandiera)         | C     | Luigi Scanu           |
| 18 | Italia (bandiera)         | A     | Roberto Ogunseye      |
| 19 | Italia (bandiera)         | A     | Yuri Senesi           |
| 20 | Italia (bandiera)         | C     | Mattia Muroni         |
| 21 | Italia (bandiera)         | C     | Andrea Feola          |
| 22 | Paesi Bassi (bandiera)    | P     | Marteen Van der Want  |
| 23 | Italia (bandiera)         | P     | Werther Carboni       |
| 24 | Italia (bandiera)         | D     | Danilo Quaranta       |
| 25 | Ghana (bandiera)          | C     | Joseph Tetteh         |
| 26 | Uruguay (bandiera)        | A     | Juan Delgado Martínez |
| 27 | Slovenia (bandiera)       | C     | Žan Benedičič         |
| 28 | Italia (bandiera)         | P     | Matteo Ricci          |

## Calciomercato

### Sessione estiva(dal 01/07 al 31/08)
| Acquisti | Acquisti             | Acquisti       | Acquisti   |
| R.       | Nome                 | da             | Modalità   |
| -------- | -------------------- | -------------- | ---------- |
| P        | Werther Carboni      | Cagliari       | prestito   |
| P        | Maarten van der Want | Virtus Entella | definitivo |
| D        | Simone Pinna         | Cagliari       | prestito   |
| D        | Francesco Pisano     |                | svincolato |
| D        | Danilo Quaranta      | Ascoli         | prestito   |
| D        | Marco Russu          | Cagliari       | prestito   |
| C        | Antonio Auriemma     | Cagliari       | prestito   |
| C        | Alessio Murgia       | Cagliari       | prestito   |
| C        | Luigi Scanu          | Cagliari       | prestito   |
| A        | Alessandro Capello   | Cagliari       | prestito   |
| A        | Daniel Kouko         | Maceratese     | definitivo |
| A        | Daniele Ragatzu      | Rimini         | svincolato |

| Cessioni | Cessioni         | Cessioni       | Cessioni      |
| R.       | Nome             | a              | Modalità      |
| -------- | ---------------- | -------------- | ------------- |
| P        | Davide Ciotti    | Ternana        | fine prestito |
| D        | Davide De Angeli | Virtus Bergamo | svincolato    |
| C        | Jacopo Malesa    | San Teodoro    | svincolato    |
| C        | Alessandro Steri | San Teodoro    | svincolato    |
| A        | Alessandro Aloia | Lanusei        | svincolato    |
| A        | Luca Caboni      | Sanremese      | svincolato    |
| A        | Loris Formuso    | Legnago        | definitivo    |
| A        | Giuseppe Mastinu | Spezia         | svincolato    |
| A        | Daniele Molino   | Nuorese        | svincolato    |

### Operazioni successive alla sessione estiva
| Acquisti | Acquisti              | Acquisti | Acquisti   |
| R.       | Nome                  | da       | Modalità   |
| -------- | --------------------- | -------- | ---------- |
| A        | Juan Delgado Martínez |          | svincolato |

| Cessioni | Cessioni | Cessioni | Cessioni |
| R.       | Nome     | a        | Modalità |
| -------- | -------- | -------- | -------- |

### Sessione invernale(dal 03/01 al 31/01)
| Acquisti | Acquisti         | Acquisti      | Acquisti   |
| R.       | Nome             | da            | Modalità   |
| -------- | ---------------- | ------------- | ---------- |
| P        | Matteo Ricci     | Olhanense     | definitivo |
| D        | Luca Iotti       | Ascoli        | prestito   |
| C        | Žan Benedičič    | Leyton Orient | definitivo |
| A        | Davide Arras     | Cagliari      | prestito   |
| A        | Roberto Ogunseye | Inter         | prestito   |

| Cessioni | Cessioni              | Cessioni            | Cessioni      |
| R.       | Nome                  | a                   | Modalità      |
| -------- | --------------------- | ------------------- | ------------- |
| P        | Werther Carboni       | Cagliari            | fine prestito |
| P        | Gabriel Montaperto    | Cagliari            | fine prestito |
| D        | Mirko Miceli          | Viterbese Castrense | definitivo    |
| C        | Antonio Auriemma      | Nuorese             | prestito      |
| C        | Luigi Scanu           | Cagliari            | fine prestito |
| A        | Juan Delgado Martínez |                     | svincolato    |

## Risultati

### Lega Pro

#### Girone di andata
| Arbitro: | Cudini (Fermo) |

|                                  |           |             |
| Di Gennaro 29’ Napoli 76’ (rig.) | Marcatori | 43’ Capello |

| Arbitro: | Marini (Trieste) |

|                        |           |                |
| Capello 8’ Piredda 66’ | Marcatori | 56’, 90’ Forte |

| Pontedera 11 settembre 2016, ore 18:30 CEST 3ª giornata | Pontedera                 | 0 – 0 referto | Olbia | Stadio Ettore Mannucci (522 spett.)\| Arbitro: \| De Angeli (Abbiategrasso) \| |
| Arbitro:                                                | De Angeli (Abbiategrasso) |               |       |                                                                                |

| Arbitro: | Zufferli (Udine) |

|             |           |  |
| Piredda 67’ | Marcatori |  |

| Arbitro: | Annaloro (Collegno) |

|                  |           |  |
| Mastropietro 66’ | Marcatori |  |

| Arbitro: | Meleleo (Casarano) |

|            |           |  |
| Miceli 89’ | Marcatori |  |

| Arbitro: | Viotti (Tivoli) |

|                           |           |             |
| Matteassi 9’ Razzitti 66’ | Marcatori | 90+2’ Cossu |

| Arbitro: | Pasciuta (Agrigento) |

|                                    |           |                     |
| Geroni 71’ Piredda 81’ Capello 84’ | Marcatori | 7’ Okyere 15’ Bruno |

| Arbitro: | Nicoletti (Catanzaro) |

|                               |           |           |
| A. Brighenti 33’ Cavion 45+3’ | Marcatori | 4’ Miceli |

| Arbitro: | Prontera (Bologna) |

|           |           |                                          |
| Cossu 41’ | Marcatori | 7’ Branca 56’, 90+3’ González 78’ Celjak |

| Arbitro: | Santoro (Messina) |

|                        |           |                                |
| Marconi 83’ Damian 90’ | Marcatori | 51’ (rig.) Capello 81’ Ragatzu |

| Arbitro: | D'Ascanio (Ancona) |

|             |           |  |
| Ragatzu 57’ | Marcatori |  |

| Arbitro: | Massimi (Termoli) |

|  |           |                                     |
|  | Marcatori | 56’ Piredda 62’ Ragatzu 76’ Capello |

| Arbitro: | Lorenzin (Castelfranco Veneto) |

|                  |           |                |
| Kouko 74’ (rig.) | Marcatori | 5’, 57’ Romano |

| Arbitro: | Detta (Mantova) |

|                                   |           |  |
| Ragatzu 11’ Cossu 31’ Capello 80’ | Marcatori |  |

| Arbitro: | Boggi (Salerno) |

|                                                          |           |           |
| Floriano 31’ (rig.) Tutino 40’ Miracoli 72’ Del Nero 86’ | Marcatori | 66’ Kouko |

| Arbitro: | Marchetti (Ostia) |

|                         |           |                            |
| Guglielmotti 67’ (aut.) | Marcatori | 26’, 65’ Varano 43’ Rovini |

| Arbitro: | Raciti (Acireale) |

|  |           |           |
|  | Marcatori | 41’ Kouko |

| Arbitro: | Curti (Milano) |

|                                |           |  |
| Capello 11’ (rig.) Ragatzu 19’ | Marcatori |  |

#### Girone di ritorno
| Arbitro: | Capraro (Cassino) |

|             |           |                             |
| Piredda 56’ | Marcatori | 16’ Marzeglia 50’ Anghileri |

| Arbitro: | Gariglio (Pinerolo) |

|             |           |           |
| Dermaku 49’ | Marcatori | 10’ Kouko |

| Arbitro: | Gentile (Seregno) |

|                                     |           |                         |
| Ragatzu 14’ Geroni 84’ Ogunseye 88’ | Marcatori | 28’ Santini 34’ Kabashi |

| Arbitro: | De Remigis (Teramo) |

|                       |           |  |
| Barba 38’ Musetti 78’ | Marcatori |  |

| Arbitro: | Cudini (Fermo) |

|  |           |               |
|  | Marcatori | 89’ Iadaresta |

| Arbitro: | Mastrodonato (Molfetta) |

|                                    |           |               |
| Galli 18’ Valiani 45+1’ Marchi 75’ | Marcatori | 90+1’ Capello |

| Arbitro: | Paterna (Teramo) |

|            |           |                     |
| Pisano 73’ | Marcatori | 3’, 15’, 23’ Romero |

| Arbitro: | Meraviglia (Pistoia) |

|               |           |  |
| Chiarello 67’ | Marcatori |  |

| Arbitro: | Zingarelli (Siena) |

|           |           |                                       |
| Kouko 22’ | Marcatori | 62’, 68’ (rig.) Maiorino 77’ Perrulli |

| Arbitro: | Strippoli (Bari) |

|                          |           |             |
| Mezavilla 42’ Marras 44’ | Marcatori | 23’ Ragatzu |

| Arbitro: | Di Gioia (Nola) |

|             |           |             |
| Dametto 35’ | Marcatori | 31’ Pessina |

| Arbitro: | Vigile (Cosenza) |

|                                                                    |           |  |
| Provenzano 19’, 81’ Ferrari 52’ Shekiladze 79’ (rig.) Pinzauti 90’ | Marcatori |  |

| Arbitro: | Natilla (Molfetta) |

|           |           |                         |
| Kouko 65’ | Marcatori | 26’ Neglia 85’ Celiento |

| Arbitro: | Andreini (Forlì) |

|                             |           |           |
| Di Molfetta 16’ Moncini 42’ | Marcatori | 1’ Muroni |

| Arbitro: | Marini (Trieste) |

|                                   |           |                  |
| Ricciardi 22’ De Sousa 78’ (rig.) | Marcatori | 75’ (rig.) Kouko |

| Arbitro: | Fiorini (Frosinone) |

|           |           |              |
| Kouko 64’ | Marcatori | 10’ Cristini |

| Arbitro: | Guida (Salerno) |

|  |           |              |
|  | Marcatori | 85’ Ogunseye |

| Arbitro: | Pietropaolo (Modena) |

|              |           |  |
| Ogunseye 82’ | Marcatori |  |

| Arbitro: | Mei (Pesaro) |

|  |           |                  |
|  | Marcatori | 45’ (rig.) Kouko |

### Coppa Italia Lega Pro

#### Fase a gironi
| Squadra     | P.ti | G | V | N | P | GF | GS | DR |
| ----------- | ---- | - | - | - | - | -- | -- | -- |
| Lupa Roma   | 4    | 2 | 1 | 1 | 0 | 3  | 2  | +1 |
| Olbia       | 4    | 2 | 1 | 1 | 0 | 2  | 1  | +1 |
| Racing Roma | 0    | 2 | 0 | 0 | 2 | 1  | 3  | -2 |

| Arbitro: | Provesi (Treviglio) |

|            |           |  |
| Geroni 64’ | Marcatori |  |

| Arbitro: | Andreini (Forlì) |

|             |           |            |
| Ventola 68’ | Marcatori | 80’ Geroni |

## Statistiche

### Statistiche di squadra
| Competizione          | Punti | In casa | In casa | In casa | In casa | In casa | In casa | In trasferta | In trasferta | In trasferta | In trasferta | In trasferta | In trasferta | Totale | Totale | Totale | Totale | Totale | Totale | DR  |
| Competizione          | Punti | G       | V       | N       | P       | Gf      | Gs      | G            | V            | N            | P            | Gf           | Gs           | G      | V      | N      | P      | Gf     | Gs     | DR  |
| --------------------- | ----- | ------- | ------- | ------- | ------- | ------- | ------- | ------------ | ------------ | ------------ | ------------ | ------------ | ------------ | ------ | ------ | ------ | ------ | ------ | ------ | --- |
| Lega Pro              | 42    | 19      | 8       | 3       | 8       | 26      | 28      | 19           | 4            | 3            | 12           | 17           | 31           | 38     | 12     | 6      | 20     | 43     | 59     | -16 |
| Coppa Italia Lega Pro | -     | 1       | 1       | 0       | 0       | 1       | 0       | 1            | 0            | 1            | 0            | 1            | 1            | 2      | 1      | 1      | 0      | 2      | 1      | +1  |
| Totale                | -     | 20      | 9       | 3       | 8       | 27      | 28      | 20           | 4            | 4            | 12           | 18           | 32           | 40     | 13     | 7      | 20     | 45     | 60     | -15 |

### Andamento in campionato
| Giornata  | 1  | 2  | 3  | 4  | 5  | 6  | 7  | 8 | 9  | 10 | 11 | 12 | 13 | 14 | 15 | 16 | 17 | 18 | 19 | 20 | 21 | 22 | 23 | 24 | 25 | 26 | 27 | 28 | 29 | 30 | 31 | 32 | 33 | 34 | 35 | 36 | 37 | 38 |
| --------- | -- | -- | -- | -- | -- | -- | -- | - | -- | -- | -- | -- | -- | -- | -- | -- | -- | -- | -- | -- | -- | -- | -- | -- | -- | -- | -- | -- | -- | -- | -- | -- | -- | -- | -- | -- | -- | -- |
| Luogo     | T  | C  | T  | C  | T  | C  | T  | C | T  | C  | T  | C  | T  | C  | C  | T  | C  | T  | C  | C  | T  | C  | T  | C  | T  | C  | T  | C  | T  | C  | T  | C  | T  | T  | C  | T  | C  | T  |
| Risultato | P  | N  | N  | V  | P  | V  | P  | V | P  | P  | N  | V  | V  | P  | V  | P  | P  | V  | V  | P  | N  | V  | P  | P  | P  | P  | P  | P  | P  | N  | P  | P  | P  | P  | N  | V  | V  | V  |
| Posizione | 17 | 18 | 13 | 10 | 13 | 10 | 12 | 9 | 11 | 13 | 14 | 12 | 9  | 12 | 10 | 11 | 12 | 11 | 9  | 10 | 12 | 8  | 11 | 11 | 12 | 14 | 14 | 14 | 15 | 15 | 17 | 17 | 18 | 18 | 18 | 18 | 16 | 15 |

Legenda:

Luogo: C = Casa; T = Trasferta. Risultato: V = Vittoria; N = Pareggio; P = Sconfitta.